# Rumania en los Juegos Olímpicos de Pekín 2022
Rumanía estuvo representada en los Juegos Olímpicos de Pekín 2022 por un total de 21 deportistas que competirán en 7 deportes. Responsable del equipo olímpico es el Comité Olímpico y Deportivo Rumano, así como las federaciones deportivas nacionales de cada deporte con participación.
Los portadores de la bandera en la ceremonia de apertura fueron el esquiador de fondo Paul Pepene y la piloto de luge Raluca Strămăturaru. El equipo olímpico rumano no obtuvo ninguna medalla en estos Juegos.